# Пролетарский (посёлок, Кавказский район)
Пролета́рский — посёлок в Кавказском районе Краснодарского края. 
Входит в состав сельского поселения им. М. Горького.

## Население
| 2002 | 2010 |
| ---- | ---- |
| 688  | ↗719 |

## Улицы
| - пер. Западный, - ул. Комсомольская, - ул. Кооперативная, | - ул. Линейная, - ул. Полевая, - ул. Почтовая, | - ул. Прямая, - ул. СТФ-4, - ул. Школьная. |